# Veltsi
Veltsi   est un village estonien appartenant à la commune de Rakvere dans le Virumaa occidental. Au 1er janvier 2010, sa population est de 266 habitants. 